# غاري شتاين
غاري شتاين (بالإنجليزية: Gary Stein)‏ هو معلق رياضي أمريكي، ولد في 15 أكتوبر 1961 في ميامي بيتش في الولايات المتحدة.